# Cambiare pagina
Cambiare pagina è un singolo del duo musicale italiano Paola & Chiara, pubblicato il 16 ottobre 2007 come secondo estratto dal sesto album in studio Win the Game.

## Descrizione
Cambiare pagina, che è uscito il 26 ottobre 2007, così come il lavoro da solista di Chiara Nothing at All e l'EP Second Life con Raising Malawi, è stato realizzato in collaborazione con l'associazione di volontariato "Spiritually For Kids" (SFK), un progetto per sostenere i bambini africani in condizioni precarie. Una parte dei guadagni infatti è stata devoluta in beneficenza. A 5 anni dalla sua uscita, l'EP non è mai uscito dalla classifica world di iTunes.
Il brano esiste anche in lingua inglese con il titolo I'll Be Over You (Turn the Page), in lingua spagnola con il titolo Cambiar de página in lingua portoghese con il titolo Virar à pagina.

## Video musicale
Il videoclip della canzone è stato girato sulla spiaggia nera di Vík in Islanda ed è diretto dal regista islandese Einar Snorri, già regista di Daysleeper dei R.E.M..

## Tracce
CD - 26 ottobre 2007
1. Cambiare pagina – 4:00
2. I'll Be Over You (Turn the Page) (Island Groove Remix Extended) – 7:20
3. Virar a pagina – 4:14
4. I'll Be Over You (Turn the Page) – 4:02
5. Cambiare pagina (Island Groove Remix Edit) – 3:32
6. Cambiare pagina (Pacific Bossa Mix) – 4:15
7. Cambiare pagina (Island Groove Extra Dub) – 7:41

Vinile - 17 dicembre 2007
- Lato A

1. I'll Be Over You (Turn the Page) (Ron Trent Rmx)

- Lato B

1. I'll Be Over You (Turn the Page) (Ron Trent Rmx Dub Vrs)

- Lato C

1. I'll Be Over You (Turn the Page) (Island Groove Rmx) / Virar à pagina (Pacific Bossa)

- Lato D

1. I'll Be Over You (Turn the Page) (Island Groove Rmx Xtradub)

### Versioni per iTunes
Su iTunes sono stati pubblicati per il download digitale 2 EP di Cambiare pagina con contenuti differenti rispetto al singolo uscito nei negozi.
Cambiare Pagina EP - 16 ottobre 2007
1. Cambiare pagina (Radio Edit) – 3:40
2. Cambiare pagina (Island Groove Remix Extended) – 7:41
3. I'll Be Over You (Turn the Page) (Blackpiggy Remix) – 3:53
4. Seconde chance (Kiss My Ass Extra French Hip Hop Mix) (DJ MIXandra) – 4:00

I'll Be Over You (Turn the Page) EP - 18 dicembre 2007
1. I'll Be Over You (Turn the Page) – 4:02
2. I'll Be Over You (Turn the Page) (Island Groove Remix Extended) – 7:20
3. Virar à pagina – 4:15
4. I'll Be Over You (Turn the Page) (Ron Trent Vocal Remix) – 8:30
5. Cambiare pagina – 4:00
6. I'll Be Over You (Turn the Page) (Blackpiggy Remix) – 3:52
7. Cambiar de página (Pacific Bossa Rmx by Gianluca Pighi & Marco Tansini) – 4:16
8. I'll Be Over You (Ron Trent Dub) – 8:27
9. Seconde chance (Kiss My Ass Extra French Hip Hop Mix) (DJ MIXandra) – 3:59

## Classifiche
| Classifica (2007) | Posizione massima |
| ----------------- | ----------------- |
| Italia            | 7                 |